# Crljeni
Crljeni bosnyák falu Bosznia-Hercegovinában, a Bosznia-hercegovinai Föderáció Una-Szanai kantonjában, Ključ községben. 

## Fekvése
Bosznia-Hercegovina nyugati részén, Bihácstól légvonalban 82, közúton 116 km-re délkeletre, Ključtól légvonalban 7, közúton 13 km-re északkeletre, a Szana jobb partja feletti dombos fennsíkon fekszik. A Mulez, Grmec, Manjaca, Vijenac és Grabez nevű hegyek övezik. A település Gornja és Donja Mahala részekre oszlik. Lakói a következő a falucskákban élnek: Omerovići, Dedići, Medići, Osmanovići, Kablica és Hrustići. 

## Népessége
| Nemzetiségi csoport | Népesség 1991 | Népesség 2013 |
| ------------------- | ------------- | ------------- |
| Szerb               | 45            | 0             |
| Bosnyák             | 507           | 307           |
| Horvát              | 0             | 0             |
| Jugoszláv           | 0             | 0             |
| Egyéb               | 1             | 0             |
| Összesen            | 553           | 307           |

## Története
Crlejni 1878-ig tartozott az Oszmán Birodalomhoz, majd az Osztrák-Magyar Monarchia része lett. 1879-ben az első osztrák-magyar népszámlálás során a faluban 23 házat, 196 muszlim és 16 ortodox szerb lakost számláltak. 1910-ben a településen 55 házat és 320 muszlim lakost találtak. A monarchia szétesésével 1918-ben előbb a Szerb-Horvát-Szlovén Királyság, majd 1929-től a Jugoszláv Királyság része. 1921-ben a faluban 56 házat és 260 lakost számláltak. 1945-től a település a szocialista Jugoszlávia része volt.
1992. május 27-én a szerb katonai és rendőri egységek több más környékbeli faluval együtt Crljenibe is behatoltak és a muszlim emberek és javaik szisztematikus pusztításába kezdtek. A lakosságot kiterelték házaikból, egyeseket elhurcoltak, fogolytáborba zártak, másokat pedig elűztek. A falu mecsetét aláaknázták és felrobbantották. A minaret a lerombolt mecset tetejére dőlt. A boszniai háború idején település 1995 szeptemberéig a szerb félkatonai egységek uralma alatt állt, amikor a Bosznia-Hercegovinai Hadsereg, a Horvát Védelmi Tanács (HVO) és a Horvát Hadsereg (HV) által vezetett közös akciók során visszafoglalták. A faluban két temető van, az egyik a mecset előtt, a másik pedig a hegyen található. Híres müezzinje volt Omerović Džafer. A boszniai háború borzalmai és a muhadzirluk (menekülés) után Crljena túlélő lakossága visszatért falujába, és elkezdte művelni szántóit, melyek a Podvode, Njivice, Krcevine, Gajeve, Vinogradine, Kucerina, Muja dolove, Babusa, Karaula, Seliste, Vrtlic dűlőkben találhatók. Földjeiken zöldségeket termeltek, illetve szilvát, almát, körtét és sok más gyümölcsöt termesztettek. A falunak két üzlete is van, amelyek Dedić Kemal és Medić Hakija házában működnek. A falunak híres kőművesei és kézművesei voltak. Közülük Fikret Dedić széles körben ismert volt arról, hogy gyönyörű és funkcionális, kerámiákkal díszített kemencéket készít. Akik nem tudtak pszichiátert találni, azok a crljeni Medic Alemához mentek. A Vrbannak nevezett Medić Mehu kovács pedig lovakat, ökröket tudott patkolni, és kaszát, kapát vagy fejszét tudott finomra kalapálni. 2013-ban a falunak 307 lakosa volt, mind muszlim bosnyákok.
Az első crljeni iszlám iskola 1770-ben, az első mecset 1791-ben épült.  Crljeni települést és a mecsetét 1941-ben felgyújtották a csetnik egységek.
A második világháború után famecsetet építettek 28 méter magas, fából készült minarettel. Az 1969-es földrengés után a mecset jelentős károkat szenvedett, és le kellett bontani. Az új mecset 1972-ben épült, de nem készült hozzá minaret. A Bosznia-Hercegovinai Köztársaság elleni agresszióban
ezt a mecsetet teljesen kifosztották és lerombolták, így csak a falak maradtak meg.

## Nevezetességei
A falu mecsetét 1992-ben a szerbek felrobbantották. 1997-ben a helyiek újjáépítették.